# 7295 Brozovic
7295 Brozovic eller 1992 MB är en asteroid i huvudbältet som upptäcktes den 22 juni 1992 av de båda japanska astronomerna Seiji Ueda och Hiroshi Kaneda i Kushiro. Den är uppkallad efter Marina Brozovic.